# Reggiana Hockey Club 1980-1981
Questa voce raccoglie le informazioni riguardanti la Reggiana Hockey Club nelle competizioni ufficiali della stagione 1980-1981.

## Maglie e sponsor
Lo sponsor ufficiale per la stagione 1980-1981 fu la Poliuretani Corradini.
| 1ª divisa |

## Rosa
| N° | Naz.                  | Ruolo | Sportivo           |  |  |  |
| -- | --------------------- | ----- | ------------------ |  |  |  |
|    | Italia (bandiera)     | E     | Giorgio Ascari     |  |  |  |
|    | Italia (bandiera)     | E     | Maurizio Cavagnari |  |  |  |
|    | Italia (bandiera)     | E     | Pino Marzella      |  |  |  |
|    | Italia (bandiera)     | E     | Maurizio Righi     |  |  |  |
|    | Italia (bandiera)     | P     | Giancarlo Tonioni  |  |  |  |
|    | Italia (bandiera)     | E     | Lirio Valenti      |  |  |  |
|    | Portogallo (bandiera) | E     | Jorge Vicente      |  |  |  |

- Allenatore:  Giancarlo Tonioni